# Khaya senegalensis
Khaya senegalensis är en tvåhjärtbladig växtart som först beskrevs av Louis Auguste Joseph Desrousseaux, och fick sitt nu gällande namn av Adrien Henri Laurent de Jussieu. Khaya senegalensis ingår i släktet Khaya och familjen Meliaceae. IUCN kategoriserar arten globalt som sårbar. Inga underarter finns listade i Catalogue of Life.